# 安傑利諾·阿爾法諾
安傑利諾·阿爾法諾（義大利語：Angelino Alfano；1970年10月31日—）是一位意大利政治家，自2013年起在意大利政府擔任意大利副總理兼內政部長。他曾在2008年至2011年間在前总理贝卢斯科尼內閣中擔任司法部長。此外，阿爾法諾曾任自由人民黨書記。

## 家庭背景
安傑利諾·阿爾法諾在1970年10月31日出生於西西里岛阿格里真托；他的父親安傑羅·阿爾法諾（Angelo Alfano）曾是一名律師和地方政治家，並曾擔任過阿格里真托的副市長。阿爾法諾曾在圣心天主教大学獲得法律學位，並於巴勒莫大学攻讀公司法學博士，之後加入意大利天主教民主党開始他的政治生涯。

## 政治生涯
阿爾法諾在1994年加入由西爾維奧·貝魯斯柯尼創立的右翼政黨意大利力量黨，之後當選進入阿格里真托縣議會。阿爾法諾在1996年成為當選進入西西里地區議會最年輕的議員。貝魯斯柯尼率領的右翼政治聯盟自由之家於2011年國會選舉取得勝利後，阿爾法諾成為意大利众议院的議員。在2005年至2008年間，阿爾法諾也在西西里地區擔任力量黨的區域代表。

### 司法部

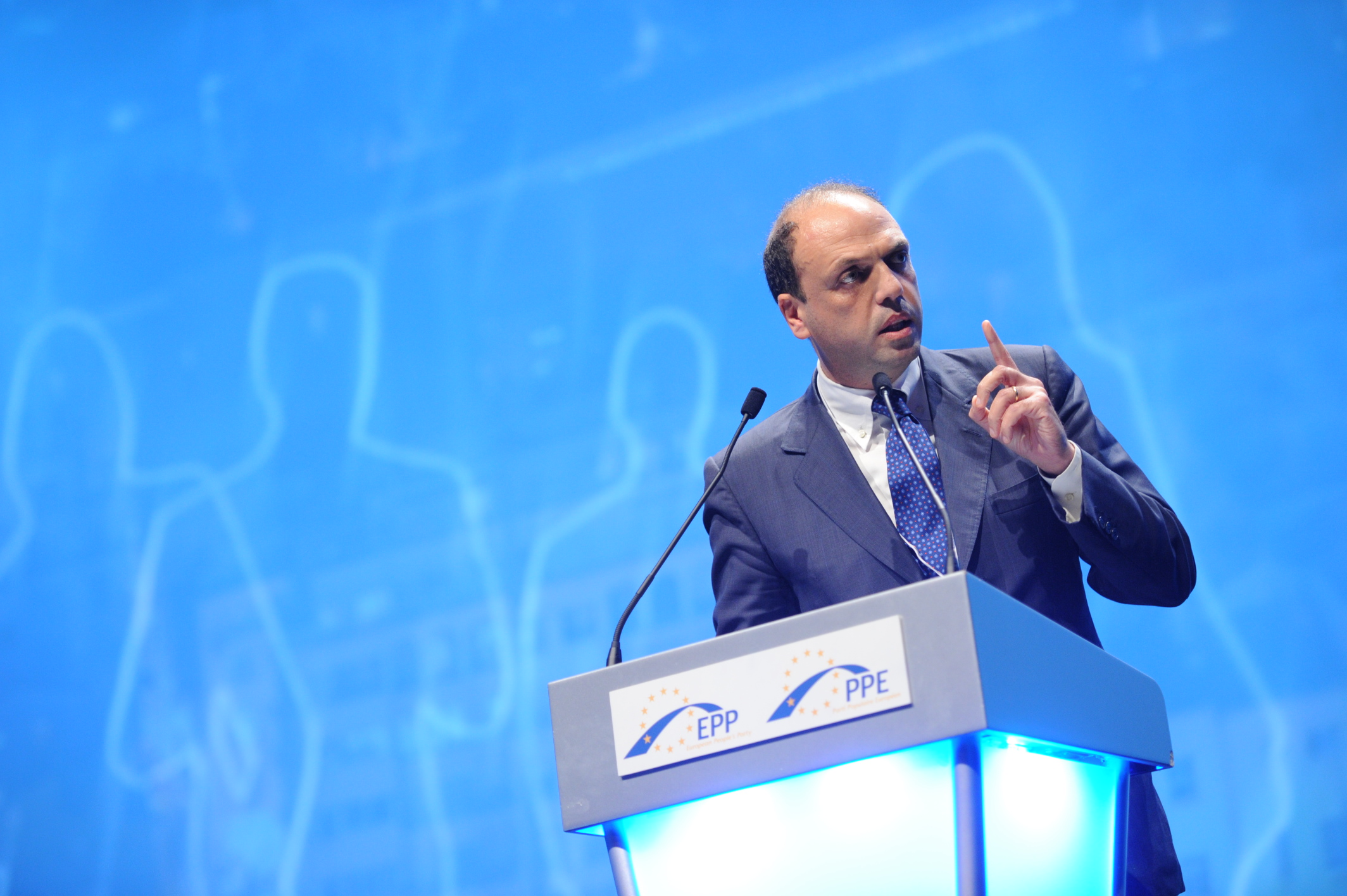
阿爾法諾參加於马赛舉行的歐洲人民黨大會

貝魯斯柯尼率領的右翼政黨聯盟在2008年國會選舉中獲勝後，阿爾法諾再度當選國會議員。在2008年5月，他以37歲的年齡成為義大利史上最年輕的司法部長。
一項讓義大利四個最高政府單位（意大利總統、參眾兩院的議長，以及意大利总理）得以不受司法起訴的法案在2008年至2009年間實施，被稱為「阿爾法諾法案」（Lodo Alfano）。該法案被批評是「史濟法尼法案」（Lodo Alfano）的翻版，而史濟法尼法案在2004年被判定違憲。許多評論者認為這項法案是為了保護貝魯斯柯尼免於受到起訴而為他量身定做。阿爾法諾法案在2009年10月被義大利憲法法庭宣布違憲。

### 自由人民黨
在自由人民黨輸掉了米蘭和拿坡里兩場地方選舉、同時又在公投遭遇挫敗後，2011年6月1日阿爾法諾被自由人民黨領袖贝卢斯科尼指派擔任黨內的政治書記，期望他能重新組織政黨並領導下次的選舉。隨後阿爾法諾在7月1日的政黨大會上被正式推選為該黨的書記。

### 內政部
自2013年4月28日起，阿爾法諾開始在總理恩里科·莱塔內閣中擔任副總理與內政部長。

## 爭議
2002年《義大利共和報》（La Repubblica）根據一段影片指出阿爾法諾曾於1996年出席克羅瑟·拿坡里（Croce Napoli，於2001年過世）女兒的婚禮，拿坡里被調查員認為是帕尔马-迪蒙泰基亚罗地區的黑手黨老大。拿坡里並在婚禮中與阿爾法諾和一名西西里地區議會的議員打招呼。阿爾法諾向《義大利共和報》表示「對這場婚禮沒有記憶或印象」，並說「我從未參加任何黑手黨成員或其子女的婚禮，我不認識他的妻子嘉柏莉亞（Gabriella），我也從未聽過被認為是帕尔马-迪蒙泰基亚罗的黑手黨老大的克羅瑟·拿坡里」。不久後阿爾法諾又表示他的確有參加過該場婚禮，但他是受到新郎之邀，並不認識新娘以及她的家人。

## 資料來源
1. ↑  Governo Italiano - Biografia del ministro Angelino Alfano （页面存档备份，存于） Biography （意大利文）
2. ↑  Sentenza n. 292/2009 （页面存档备份，存于）, Consulta Online (i.e. Italian Constitutional Court website), 7 October 2009
3. ↑  . BBC News. 8 July 2011  [20 July 2011]. （原始内容存档于2020-11-23）.
4. ↑  . BBC. 27 April 2013  [27 April 2013]. （原始内容存档于2021-01-24）.
5. ↑  Francesco Viviano. . La Repubblica. 5 February 2002: 1  [12 December 2010]. （原始内容存档于2010-12-21）.
6. ↑  Francesco Viviano. . La Repubblica. 6 February 2002: 6  [12 December 2010]. （原始内容存档于2010-03-24）.

| 政府职务                      | 政府职务                            | 政府职务                      |
| ----------------------------- | ----------------------------------- | ----------------------------- |
| 前任者： 路易奇·史高堤        | 司法部長 2008年－2011年             | 繼任者： 尼托·法蘭西斯科·帕馬 |
| 前任者： 安娜‧瑪麗亞‧坎賽艾裏 | 內政部長 2013年                     | 繼任者： 尚未公布             |
| 政党职务                      |                                     |                               |
| 新頭銜                        | 義大利自由人民黨書記 2011年－2013年 | 繼任者： 政黨解散             |
| 新頭銜                        | 新中右黨領袖 2013年－至今           | 現任                          |